# Coppa Italia 1938-1939
La Coppa Italia 1938-1939 fu la 6ª edizione della manifestazione calcistica. Iniziò il 4 settembre 1938 e si concluse il 18 maggio 1939.

## Avvenimenti
L'Ambrosiana-Inter vinse la sua prima Coppa Italia in un'edizione in cui diverse protagoniste furono squadre poco quotate o provenienti da categorie inferiori: icona ne potrebbe essere l'altra finalista, il Novara, allora neopromosso in Serie A e in lotta per non retrocedere in campionato. Fu anche la Coppa Italia delle squadre di Serie C, con la Biellese e il SIME, club proveniente dalla piccola cittadina abruzzese di Popoli, che approdarono agli ottavi e il Monza che si spinse fino ai quarti. Alla fine la spuntò la squadra di Meazza, che completò un cammino non facile (Napoli, Livorno, Roma, Genova 1893 e Novara: tutte squadre di Serie A) con la vittoria arrivata grazie ai gol di Ferraris II e Frossi nella finale del 18 maggio 1939.

## Squadre partecipanti
Di seguito l'elenco delle squadre partecipanti, ossia tutti i membri del Direttorio Divisioni Superiori.

### Serie A
| - Ambrosiana-Inter - Bari - Bologna - Genova 1893 | - Juventus - Lazio - Liguria - Livorno | - Lucchese - Milano - Modena - Napoli | - Novara - Roma - Torino - Triestina |

### Serie B
| - Alessandria - Anconitana-Bianchi - Atalanta - Casale - Fanfulla | - Fiorentina - Padova - Palermo - Pisa - Pro Vercelli | - Salernitana - Sanremese - Siena - SPAL | - Spezia - Venezia - Verona - Vigevano |

### Serie C
| - Acqui - Arsa - Aeronautica Umbra - Alfa Romeo - Fano - Albingaunia - Ampelea - Andrea Doria - Aquila - Arezzo - Ascoli - Asti - Audace SME - Bagnolese - Baracca Lugo - Biellese - Borzacchini Terni - Brescia - Brindisi - Cagliari - CRDA Monfalcone - Cantù - Caratese - Carpi - Casalini - Catania - Centrale del Latte | - Cerignola - Civitavecchiese - Como - Cosenza - Crema - Cremonese - Cuneo - Cusiana - Derthona - Empoli - Entella - Falck - FIAT - Fiumana - Foggia - Forlì - Forlimpopoli - Gallaratese - Grion Pola - Grosseto - Gubbio - Imperia - Jesi - Juventus Domo - Juventus Siderno - Dominante R.C. - Lecce | - Lecco - Legnano - Libertas Rimini - Macerata - Manfredonia - Manlio Cavagnaro - Mantova - Marzotto Valdagno - Messina - Mestre - MATER - Molinella - Monza - Palmese - Parma - Pavese Luigi Belli - Perugia - Pescara - Piacenza - Pinerolo - Pistoiese - Pontedera - Ponziana - Potenza - Prato - San Giorgio Fois - Pro Gorizia | - Pro Italia - Pro Patria - Ravenna - Reggiana - Rovigo - SAFFA Fucecchio - Sambenedettese - Savoia - SIAI Marchetti - Savona - Seregno - Le Signe - Simaz Popoli - Siracusa - Stabia - Supertessile Rieti - Taranto - Tiferno - Tigullia - Treviso - Udinese - Vado - Valpolcevera - Varese - Vicenza - Vincenzo Benini - Vis Pesaro |

## Date
| Fase        | Turno                  | Andata                                         |
| ----------- | ---------------------- | ---------------------------------------------- |
| Preliminari | Qualificazioni Serie C | 4 settembre 1938                               |
| Preliminari | 1º turno               | 8 - 11 settembre 1938                          |
| Preliminari | Qualificazioni Serie B | 11 settembre 1938                              |
| Preliminari | 2º turno               | 23 - 28 ottobre 1938                           |
| Preliminari | 3º turno               | 19 - 22 novembre 1938                          |
| Fase finale | Sedicesimi             | 25 - 26 dicembre 1938                          |
| Fase finale | Ottavi                 | 6 aprile 1939                                  |
| Fase finale | Quarti                 | 23 aprile 1939                                 |
| Fase finale | Semifinali             | 7 maggio 1939                                  |
| Fase finale | Finale                 | 18 maggio 1939 Roma (Stadio Nazionale del PNF) |

## Calendario

### Qualificazioni
In questa fase ottantotto squadre furono sorteggiate per effettuare un turno di qualificazione. I turni di Serie C vennero impostati su griglie geografiche come l'anno precedente.
| Squadra 1           | Risultato    | Squadra 2                 |
| ------------------- | ------------ | ------------------------- |
| 4 settembre 1938    |              |                           |
| Audace San Michele  | 2 – 2 (dts)  | Vicenza                   |
| Grion Pola          | 1 – 2        | Arsa                      |
| Ponziana            | 1 – 2        | Ampelea                   |
| Pro Gorizia         | 3 – 3 (dts)  | C.R.D.A. Monfalcone       |
| Treviso             | 1 – 0        | Udinese                   |
| Marzotto Valdagno   | 6 – 1        | Mestre                    |
| Carpi               | 2 – 3        | Parma                     |
| Pavese Luigi Belli  | 0 – 1 (dts)  | Derthona                  |
| Reggiana            | 1 – 0        | Caratese                  |
| Lecco               | 4 – 3 (dts)  | Cantù                     |
| Monza               | 6 – 0        | Cremonese                 |
| Falck               | 1 – 0        | Casalini                  |
| Brescia             | 2 – 0        | Crema                     |
| Como                | 3 – 1        | Savoia Marchetti          |
| Juventus Domo       | 1 – 2        | Pro Patria                |
| Legnano             | 2 – 2 (dts)  | FIAT                      |
| Varese              | 1 – 0        | Gallaratese               |
| Seregno             | 3 – 0        | Cusiana                   |
| Pinerolo            | 2 – 1        | Asti                      |
| Entella             | 2 – 2 (dts)  | Andrea Doria              |
| Vado                | 2 – 0 (tav.) | Centrale del Latte Genova |
| Tigullia            | 0 – 2        | Manlio Cavagnaro          |
| Cuneo               | 1 – 3        | Imperia                   |
| Albingaunia         | 1 – 3        | Acqui                     |
| Empoli              | 3 – 1        | Vincenzo Benini           |
| SAFFA Fucecchio     | 0 – 2 (tav.) | Pistoiese                 |
| Arezzo              | 0 – 2 (tav.) | Prato                     |
| Grosseto            | 1 – 0        | Signe                     |
| Forlimpopoli        | 4 – 2        | Baracca Lugo              |
| Molinella           | 3 – 2        | Forlì                     |
| Libertas Rimini     | 0 – 2 (tav.) | Alma Juventus Fano        |
| Macerata            | 5 – 1        | Ascoli                    |
| Gubbio              | 0 – 6        | Jesi                      |
| Vis Pesaro          | 8 – 1        | Sambenedettese            |
| Perugia             | 3 – 0        | Tiferno                   |
| Borzacchini Terni   | 4 – 1        | Aeronautica Umbra S.A.    |
| Supertessile Rieti  | 2 – 0        | Pescara                   |
| Savoia              | 2 – 1        | US Bagnolese              |
| Taranto             | 3 – 2        | Lecce                     |
| Brindisi            | 1 – 0        | Pro Italia Taranto        |
| Cerignola           | 0 – 2 (tav.) | Stabia                    |
| Foggia              | 0 – 2 (tav.) | Manfredonia               |
| La Dominante        | 2 – 0 (tav.) | Messina                   |
| Catania             | 0 – 2 (tav.) | Palmese                   |
| 8 settembre 1938    |              |                           |
| Vicenza             | 6 – 0        | Audace San Michele        |
| C.R.D.A. Monfalcone | 1 – 2        | Pro Gorizia               |
| FIAT                | 1 – 3        | Legnano                   |
| Andrea Doria        | 1 – 2        | Entella                   |

### Primo turno eliminatorio
| Squadra 1          | Risultato    | Squadra 2                   |
| ------------------ | ------------ | --------------------------- |
| 8 settembre 1938   |              |                             |
| Piacenza           | 1 – 2        | Mantova (1911-1956)         |
| 11 settembre 1938  |              |                             |
| Ampelea            | 1 – 1 (dts)  | Arsa                        |
| Rovigo             | 4 – 2        | Pro Gorizia                 |
| Marzotto Valdagno  | 1 – 2        | Vicenza                     |
| Treviso            | 3 – 1        | Fiumana                     |
| Monza              | 5 – 0        | Derthona                    |
| Reggiana           | 2 – 1 (dts)  | Parma                       |
| Lecco              | 0 – 1        | Falck                       |
| Brescia            | 1 – 0        | Alfa Romeo                  |
| Biellese           | 8 – 2        | Legnano                     |
| Varese             | 2 – 1        | Pro Patria                  |
| Seregno            | 1 – 0        | Como                        |
| Savona             | 4 – 3        | Acqui                       |
| Valpolcevera       | 4 – 2        | Vado                        |
| Manlio Cavagnaro   | 5 – 1        | Entella                     |
| Imperia            | 2 – 1        | Pinerolo                    |
| Pistoiese          | 0 – 0 (dts)  | Molinella                   |
| Prato              | 2 – 0        | Empoli                      |
| Pontedera          | 1 – 0        | Grosseto                    |
| Ravenna            | 7 – 0        | Forlimpopoli                |
| Alma Juventus Fano | 1 – 0        | Macerata                    |
| Jesi               | 1 – 2 (dts)  | Vis Pesaro                  |
| Borzacchini Terni  | 1 – 1 (dts)  | Perugia                     |
| Civitavecchiese    | 1 – 0        | Supertessile Rieti          |
| Aquila             | 2 – 2 (dts)  | MATER                       |
| Simaz Popoli       | 3 – 1        | Manfredonia                 |
| Stabia (1933-1953) | 3 – 0        | Savoia                      |
| Cagliari           | 2 – 0        | Pro Calcio San Giorgio Fois |
| Siracusa           | 0 – 2 (tav.) | La Dominante                |
| Taranto            | 2 – 0        | Brindisi                    |
| Cosenza            | 1 – 2        | Potenza                     |
| Juventus Siderno   | 2 – 0        | Palmese (RC)                |
| 20 ottobre 1938    |              |                             |
| Arsa               | 2 – 1 (dts)  | Ampelea                     |
| Molinella          | 2 – 0        | Pistoiese                   |
| Perugia            | 0 – 2        | Borzacchini Terni           |
| MATER              | 7 – 0        | Aquila                      |

### Qualificazioni squadre di Serie B
In questa fase quattro squadre di Serie B furono sorteggiate per effettuare un turno di qualificazione.
| Squadra 1         | Risultato | Squadra 2 |
| ----------------- | --------- | --------- |
| 11 settembre 1938 |           |           |
| Fanfulla          | 1 – 2     | Vigevano  |
| Fiorentina        | 4 – 0     | Verona    |

### Secondo turno eliminatorio
| Squadra 1         | Risultato   | Squadra 2          |
| ----------------- | ----------- | ------------------ |
| 23 ottobre 1938   |             |                    |
| Treviso           | 5 – 1       | Arsa               |
| Vicenza           | 6 – 3       | Rovigo             |
| Mantova           | 1 – 1 (dts) | Monza              |
| Varese            | 0 – 2       | Biellese           |
| Reggiana          | 1 – 1 (dts) | Brescia            |
| Seregno           | 3 – 1       | Falck              |
| Valpolcevera      | 1 – 0       | Manlio Cavagnaro   |
| Savona            | 0 – 1       | Imperia            |
| Ravenna           | 1 – 2       | Molinella          |
| Prato             | 6 – 0       | Pontedera          |
| Vis Pesaro        | 1 – 0       | Alma Juventus Fano |
| Civitavecchiese   | 3 – 2       | Cagliari           |
| Borzacchini Terni | 0 – 0 (dts) | Simaz Popoli       |
| Stabia            | 1 – 1 (dts) | MATER              |
| Taranto           | 1 – 0       | Potenza            |
| Juventus Siderno  | 1 – 0       | La Dominante       |
| 27 ottobre 1938   |             |                    |
| Monza             | 4 – 2       | Mantova            |
| Brescia           | 1 – 0       | Reggiana           |
| Simaz Popoli      | 3 – 0       | Borzacchini Terni  |
| MATER             | 4 – 5 (dts) | Stabia             |

### Terzo turno eliminatorio
| Squadra 1          | Risultato   | Squadra 2        |
| ------------------ | ----------- | ---------------- |
| 19 novembre 1938   |             |                  |
| Padova             | 3 – 1       | Vigevano         |
| Prato              | 2 – 2 (dts) | Fiorentina       |
| 20 novembre 1938   |             |                  |
| Vicenza            | 2 – 1       | Treviso          |
| Atalanta           | 3 – 1       | Seregno          |
| Biellese           | 2 – 1       | Casale           |
| Brescia            | 0 – 1       | Venezia          |
| Monza              | 3 – 2       | Valpolcevera     |
| Pro Vercelli       | 4 – 3       | Alessandria      |
| Imperia            | 2 – 1       | Sanremese        |
| Spezia             | 1 – 0       | Molinella        |
| Anconitana-Bianchi | 6 – 1       | SPAL             |
| Vis Pesaro         | 1 – 0       | Pisa             |
| Siena              | 2 – 3 (dts) | Civitavecchiese  |
| Stabia             | 0 – 1       | Simaz Popoli     |
| Taranto            | 2 – 3 (dts) | Salernitana      |
| Juventus Siderno   | 0 – 0       | Palermo          |
| 22 novembre 1937   |             |                  |
| Fiorentina         | 1 - 0       | Prato            |
| 24 novembre 1937   |             |                  |
| Palermo            | 3 - 0       | Juventus Siderno |

## Tabellone torneo (dai sedicesimi)
|  | Sedicesimi di finale | Sedicesimi di finale | Sedicesimi di finale |  |  | Ottavi di finale | Ottavi di finale | Ottavi di finale |             |   | Quarti di finale | Quarti di finale | Quarti di finale |                  |   | Semifinali | Semifinali | Semifinali |        |   | Finale | Finale | Finale |  |
|  |                      |                      |                      |  |  |                  |                  |                  |             |   |                  |                  |                  |                  |   |            |            |            |        |   |        |        |        |  |
|  | Monza                | Monza                | 2                    |  |  |                  |                  |                  |             |   |                  |                  |                  |                  |   |            |            |            |        |   |        |        |        |  |
|  | Civitavecchiese      | Civitavecchiese      | 0                    |  |  | Monza            | Monza            | 2                |             |   |                  |                  |                  |                  |   |            |            |            |        |   |        |        |        |  |
|  | Biellese             | Biellese             | 2                    |  |  | Biellese         | Biellese         | 1                |             |   |                  |                  |                  |                  |   |            |            |            |        |   |        |        |        |  |
|  | Lucchese Libertas    | Lucchese Libertas    | 1                    |  |  |                  |                  |                  |             |   | Monza            | Monza            | 1                |                  |   |            |            |            |        |   |        |        |        |  |
|  | Padova               | Padova               | 1                    |  |  |                  |                  | Genova 1893      | Genova 1893 | 2 |                  |                  |                  |                  |   |            |            |            |        |   |        |        |        |  |
|  | Juventus             | Juventus             | 3                    |  |  | Juventus         | Juventus         | 0                |             |   |                  |                  |                  |                  |   |            |            |            |        |   |        |        |        |  |
|  | Genova 1893          | Genova 1893          | 5                    |  |  | Genova 1893      | Genova 1893      | 1                |             |   |                  |                  |                  |                  |   |            |            |            |        |   |        |        |        |  |
|  | Fiorentina           | Fiorentina           | 3                    |  |  |                  |                  |                  |             |   | Genova 1893      | Genova 1893      | 1                |                  |   |            |            |            |        |   |        |        |        |  |
|  | Livorno              | Livorno              | 2                    |  |  |                  |                  |                  |             |   |                  |                  | Ambrosiana-Inter | Ambrosiana-Inter | 3 |            |            |            |        |   |        |        |        |  |
|  | Salernitana          | Salernitana          | 1                    |  |  | Livorno          | Livorno          | 0                |             |   |                  |                  |                  |                  |   |            |            |            |        |   |        |        |        |  |
|  | Napoli               | Napoli               | 1 (0)                |  |  | Ambrosiana-Inter | Ambrosiana-Inter | 1                |             |   |                  |                  |                  |                  |   |            |            |            |        |   |        |        |        |  |
|  | Ambrosiana-Inter     | Ambrosiana-Inter     | 1 (1)                |  |  |                  |                  |                  |             |   | Ambrosiana-Inter | Ambrosiana-Inter | 1                |                  |   |            |            |            |        |   |        |        |        |  |
|  | Vis Pesaro           | Vis Pesaro           | 0                    |  |  |                  |                  | Roma             | Roma        | 0 |                  |                  |                  |                  |   |            |            |            |        |   |        |        |        |  |
|  | Roma                 | Roma                 | 4                    |  |  | Roma             | Roma             | 2                |             |   |                  |                  |                  |                  |   |            |            |            |        |   |        |        |        |  |
|  | Triestina            | Triestina            | 1                    |  |  | Triestina        | Triestina        | 1                |             |   |                  |                  |                  |                  |   |            |            |            |        |   |        |        |        |  |
|  | Bologna              | Bologna              | 0                    |  |  |                  |                  |                  |             |   | Ambrosiana-Inter | Ambrosiana-Inter | 2                |                  |   |            |            |            |        |   |        |        |        |  |
|  | Simaz Popoli         | Simaz Popoli         | 3                    |  |  |                  |                  |                  |             |   |                  |                  |                  |                  |   |            |            | Novara     | Novara | 1 |        |        |        |  |
|  | Liguria              | Liguria              | 2                    |  |  | Simaz Popoli     | Simaz Popoli     | 0                |             |   |                  |                  |                  |                  |   |            |            |            |        |   |        |        |        |  |
|  | Pro Vercelli         | Pro Vercelli         | 1 (0)                |  |  | Novara           | Novara           | 1                |             |   |                  |                  |                  |                  |   |            |            |            |        |   |        |        |        |  |
|  | Novara               | Novara               | 1 (2)                |  |  |                  |                  |                  |             |   | Novara           | Novara           | 3                |                  |   |            |            |            |        |   |        |        |        |  |
|  | Modena               | Modena               | 3                    |  |  |                  |                  | Modena           | Modena      | 0 |                  |                  |                  |                  |   |            |            |            |        |   |        |        |        |  |
|  | Bari                 | Bari                 | 2                    |  |  | Modena           | Modena           | 3                |             |   |                  |                  |                  |                  |   |            |            |            |        |   |        |        |        |  |
|  | Palermo              | Palermo              | 2                    |  |  | Palermo          | Palermo          | 0                |             |   |                  |                  |                  |                  |   |            |            |            |        |   |        |        |        |  |
|  | Vicenza              | Vicenza              | 1                    |  |  |                  |                  |                  |             |   | Novara           | Novara           | 3                |                  |   |            |            |            |        |   |        |        |        |  |
|  | Spezia               | Spezia               | 0                    |  |  |                  |                  |                  |             |   |                  |                  | Milano           | Milano           | 2 |            |            |            |        |   |        |        |        |  |
|  | Venezia              | Venezia              | 1                    |  |  | Venezia          | Venezia          | 3                |             |   |                  |                  |                  |                  |   |            |            |            |        |   |        |        |        |  |
|  | Torino               | Torino               | 2                    |  |  | Torino           | Torino           | 2                |             |   |                  |                  |                  |                  |   |            |            |            |        |   |        |        |        |  |
|  | Imperia              | Imperia              | 1                    |  |  |                  |                  |                  |             |   | Venezia          | Venezia          | 1                |                  |   |            |            |            |        |   |        |        |        |  |
|  | Milano               | Milano               | 4                    |  |  |                  |                  | Milano           | Milano      | 2 |                  |                  |                  |                  |   |            |            |            |        |   |        |        |        |  |
|  | Anconitana-Bianchi   | Anconitana-Bianchi   | 0                    |  |  | Milano           | Milano           | 2                |             |   |                  |                  |                  |                  |   |            |            |            |        |   |        |        |        |  |
|  | Lazio                | Lazio                | 1                    |  |  | Lazio            | Lazio            | 1                |             |   |                  |                  |                  |                  |   |            |            |            |        |   |        |        |        |  |
|  | Atalanta             | Atalanta             | 0                    |  |  |                  |                  |                  |             |   |                  |                  |                  |                  |   |            |            |            |        |   |        |        |        |  |

### Sedicesimi di finale
In questo turno entrarono anche le 16 squadre di Serie A.
| Arbitro: | Tonnetti (Roma) |

|               |           |  |
| Colaussi 119’ | Marcatori |  |

| Arbitro: | Pizziolo (Firenze) |

|  |           |                                         |
|  | Marcatori | 6’, 48’ Borsetti 47’ Coscia 67’ Alghisi |

| Arbitro: | Neri (Vicenza) |

|                  |           |  |
| Rebosio 13’, 62’ | Marcatori |  |

| Arbitro: | Barbieri (Genova) |

|                               |           |            |
| Macario 44’ (rig.) Degara 77’ | Marcatori | 57’ Turchi |

| Arbitro: | Pirovano (Monza) |

|                   |           |                       |
| Degli Esposti 15’ | Marcatori | 60’, 75’, 85’ Gabetto |

| Arbitro: | Mattea (Torino) |

|                                                       |           |                                   |
| Lazzaretti 21’, 36’, 82’ Perazzolo 61’ Scarabello 84’ | Marcatori | 38’ Di Benedetti 51’ Tagliasacchi |

| Arbitro: | Cardinali (Milano) |

|                   |           |                     |
| Sodini 80’ (rig.) | Marcatori | 4’ (aut.) De Grandi |

| Arbitro: | Saracini (Ancona) |

|                                |           |                         |
| Veronesi 43’, 98’ Villotti 89’ | Marcatori | 12’ Cassano 41’ Gabardo |

| Arbitro: | Rosso (Torino) |

|  |           |             |
|  | Marcatori | 83’ Andrich |

| Arbitro: | Gorini (Milano) |

|                       |           |            |
| Vallone 20’ Baldi 60’ | Marcatori | 7’ Testera |

| Arbitro: | Soliani (Genova) |

|                                       |           |  |
| Loik 28’ Coppa 46’, 63’ Buscaglia 50’ | Marcatori |  |

| Arbitro: | Fois (Roma) |

|                 |           |               |
| Arcari 40’, 56’ | Marcatori | 63’ Presselli |

| Arbitro: | Scorzoni (Bologna) |

|             |           |              |
| Fabbro 111’ | Marcatori | 91’ Candiani |

| Arbitro: | Bertolio (Torino) |

|                                       |           |                        |
| Sentimenti 29’, 104’ (rig.) Notti 32’ | Marcatori | 22’ Cappellini 72’ Duè |

| Arbitro: | Mazza (Napoli) |

|                        |           |               |
| Rier 33’ Santillo 116’ | Marcatori | 61’ Marchetti |

| Arbitro: | Gamba (Napoli) |

|           |           |  |
| Baldo 30’ | Marcatori |  |

| Arbitro: | Bertolio (Torino) |

|              |           |  |
| Candiani 54’ | Marcatori |  |

| Arbitro: | Scotto (Savona) |

|                 |           |  |
| Romano 41’, 78’ | Marcatori |  |

#### Tabella riassuntiva
| Squadra 1        | Risultato   | Squadra 2          |
| ---------------- | ----------- | ------------------ |
| 25 dicembre 1938 |             |                    |
| Triestina        | 1 - 0 (dts) | Bologna            |
| Vis Pesaro       | 0 - 4       | Roma               |
| Monza            | 2 - 0       | Civitavecchiese    |
| Biellese         | 2 - 1       | Lucchese Libertas  |
| Padova           | 1 - 3       | Juventus           |
| Genova 1893      | 5 - 2       | Fiorentina         |
| Pro Vercelli     | 1 - 1 (dts) | Novara             |
| Simaz Popoli     | 3 - 2 (dts) | Liguria            |
| Spezia           | 0 - 1       | Venezia            |
| Torino           | 2 - 1       | Imperia            |
| Milano           | 4 - 0       | Anconitana-Bianchi |
| 26 dicembre 1938 |             |                    |
| Livorno          | 2 - 1       | Salernitana        |
| Napoli           | 1 - 1 (dts) | Ambrosiana-Inter   |
| Modena           | 3 - 2 (dts) | Bari               |
| Palermo          | 2 - 1 (dts) | Vicenza            |
| Lazio            | 1 - 0       | Atalanta           |
| 5 gennaio 1939   |             |                    |
| Ambrosiana-Inter | 1 - 0       | Napoli             |
| Novara           | 2 - 0       | Pro Vercelli       |

### Ottavi di finale
| Arbitro: | Mattea (Torino) |

|  |           |             |
|  | Marcatori | 115’ Frossi |

| Arbitro: | Gamba (Napoli) |

|                                 |           |             |
| Loschi 60’ (aut.) Subinaghi 70’ | Marcatori | 82’ Magrini |

| Arbitro: | Neri (Vicenza) |

|                              |           |                    |
| Gelosa 44’ (rig.) Biella 65’ | Marcatori | 31’ (rig.) Macario |

| Arbitro: | Pizziolo (Firenze) |

|  |           |               |
|  | Marcatori | 2’ Lazzaretti |

| Arbitro: | Biancone (Roma) |

|  |           |            |
|  | Marcatori | 82’ Romano |

| Arbitro: | Pirovano (Monza) |

|                                        |           |  |
| Bedendo 76’ (aut.) Sentimenti 86’, 90’ | Marcatori |  |

| Arbitro: | Tonnetti (Roma) |

|                              |           |                 |
| Alberti 28’, 76’ Tortora 81’ | Marcatori | 27’, 87’ Petron |

| Arbitro: | Scotto (Savona) |

|                         |           |              |
| Capra 39’ Remondini 56’ | Marcatori | 51’ Dagianti |

#### Tabella riassuntiva
| Squadra 1     | Risultato   | Squadra 2        |
| ------------- | ----------- | ---------------- |
| 6 aprile 1939 |             |                  |
| Livorno       | 0 - 1 (dts) | Ambrosiana-Inter |
| Roma          | 2 - 1       | Triestina        |
| Monza         | 2 - 1       | Biellese         |
| Juventus      | 0 - 1       | Genova 1893      |
| Simaz Popoli  | 0 - 1       | Novara           |
| Modena        | 3 - 0       | Palermo          |
| Venezia       | 3 - 2       | Torino           |
| Milano        | 2 - 1       | Lazio            |

### Quarti di finale
| Arbitro: | Zelocchi (Modena) |

|              |           |  |
| Ferraris 26’ | Marcatori |  |

| Arbitro: | Gamba (Napoli) |

|             |           |                         |
| Colombo 69’ | Marcatori | 19’ Arcari 41’ Cattaneo |

| Arbitro: | Scotto (Savona) |

|                                                  |           |  |
| Borrini 13’ Marchionneschi 42’ Marini 46’ (aut.) | Marcatori |  |

| Arbitro: | Mattea (Torino) |

|              |           |                     |
| Castello 79’ | Marcatori | 54’ Capra 85’ Boffi |

#### Tabella riassuntiva
| Squadra 1        | Risultato | Squadra 2   |
| ---------------- | --------- | ----------- |
| 23 aprile 1939   |           |             |
| Ambrosiana-Inter | 1 - 0     | Roma        |
| Monza            | 1 - 2     | Genova 1893 |
| Novara           | 3 - 0     | Modena      |
| Venezia          | 1 - 2     | Milano      |

### Semifinali
| Arbitro: | Scorzoni (Bologna) |

|              |           |                                 |
| Cattaneo 15’ | Marcatori | 64’, 100’ Guarnieri 120’ Frossi |

| Arbitro: | Scorzoni (Bologna) |

|                                           |           |                          |
| Borrini 17’ Romano 33’ Marchionneschi 39’ | Marcatori | 27’ Boffi 75’ Gianesello |

#### Tabella riassuntiva
| Squadra 1     | Risultato   | Squadra 2        |
| ------------- | ----------- | ---------------- |
| 7 maggio 1939 |             |                  |
| Genova 1893   | 1 - 3 (dts) | Ambrosiana-Inter |
| 9 maggio 1939 |             |                  |
| Novara        | 3 - 2       | Milano           |

### Finale
Da questa stagione la FIGC designò Roma come sede perenne della finale della coppa, ma il comportamento fazioso ed antisportivo del pubblico romano costrinse le autorità a cancellare immediatamente questa disposizione.
| Arbitro: | Dattilo (Roma) |

|                        |           |            |
| Ferraris 8’ Frossi 26’ | Marcatori | 59’ Romano |

| Ambrosiana-Inter |    |                     |
|                  |    |                     |
| P                | 1  | Orlando Sain        |
| D                | 2  | Carmelo Buonocore   |
| D                | 3  | Duilio Setti        |
| C                | 4  | Ugo Locatelli       |
| C                | 5  | Renato Olmi         |
| C                | 6  | Aldo Campatelli     |
| A                | 7  | Annibale Frossi     |
| C                | 8  | Atilio Demaría      |
| A                | 9  | Umberto Guarnieri   |
| C                | 10 | Giuseppe Meazza (C) |
| A                | 11 | Pietro Ferraris     |
| Allenatore:      |    |                     |
| Tony Cargnelli   |    |                     |

| Novara        |    |                        |
|               |    |                        |
| P             | 1  | Angelo Caimo           |
| D             | 2  | Virginio Bonati        |
| D             | 3  | Edoardo Galimberti     |
| C             | 4  | Carlo Rigotti          |
| C             | 5  | Edmondo Mornese        |
| C             | 6  | Angelo Galli           |
| A             | 7  | Marco Borrini          |
| C             | 8  | Marco Romano           |
| A             | 9  | Alfredo Marchionneschi |
| C             | 10 | Remo Versaldi          |
| A             | 11 | Vittorio Barberis      |
| Allenatore:   |    |                        |
| Carlo Rigotti |    |                        |

#### Tabella riassuntiva
| Squadra 1        | Risultato | Squadra 2 |
| ---------------- | --------- | --------- |
| Ambrosiana-Inter | 2 - 1     | Novara    |

## Record
- Maggior numero di partite giocate: Monza (8)
- Maggior numero di vittorie: Monza (6)
- Maggior numero di vittorie in trasferta: Ambrosiana-Inter, Genova 1893, Imperia, Venezia (2)
- Miglior attacco: Monza (24)
- Peggior attacco:
- Miglior difesa:
- Peggior difesa:
- Miglior differenza reti:
- Peggior differenza reti:
- Partita con maggiore scarto di reti: Vis Pesaro - Sambenedettese 8 - 1, Ravenna - Forlimpopoli 7 - 0, MATER - Aquila 7 - 0 (7)
- Partita con più reti: Biellese - Legnano 8 - 2 (10)
- Partita con più spettatori:
- Partita con meno spettatori:
- Totale spettatori e (media partita):
- Totale gol segnati: 509
- Media gol partita: 3,2
- Incontri disputati: 157

## Classifica marcatori
| Gol | Rigori |  | Giocatore           | Squadra          |
| --- | ------ |  | ------------------- | ---------------- |
| 11  | 2      |  | Alberto Marchetti   | Vicenza          |
| 6   |        |  | Colombo             | Monza            |
| 5   |        |  | Ettore Brossi       | MATER            |
| 5   |        |  | Natale Cereda       | Legnano          |
| 5   | 1      |  | Gelosa              | Monza            |
| 5   |        |  | Fiorano Grassi      | Monza            |
| 5   |        |  | Paolucci            | Manlio Cavagnaro |
| 5   |        |  | Vittorio Sentimenti | Modena           |
| 5   | 1      |  | Mario Spagnoli      | Prato            |